# Drumul Crucii

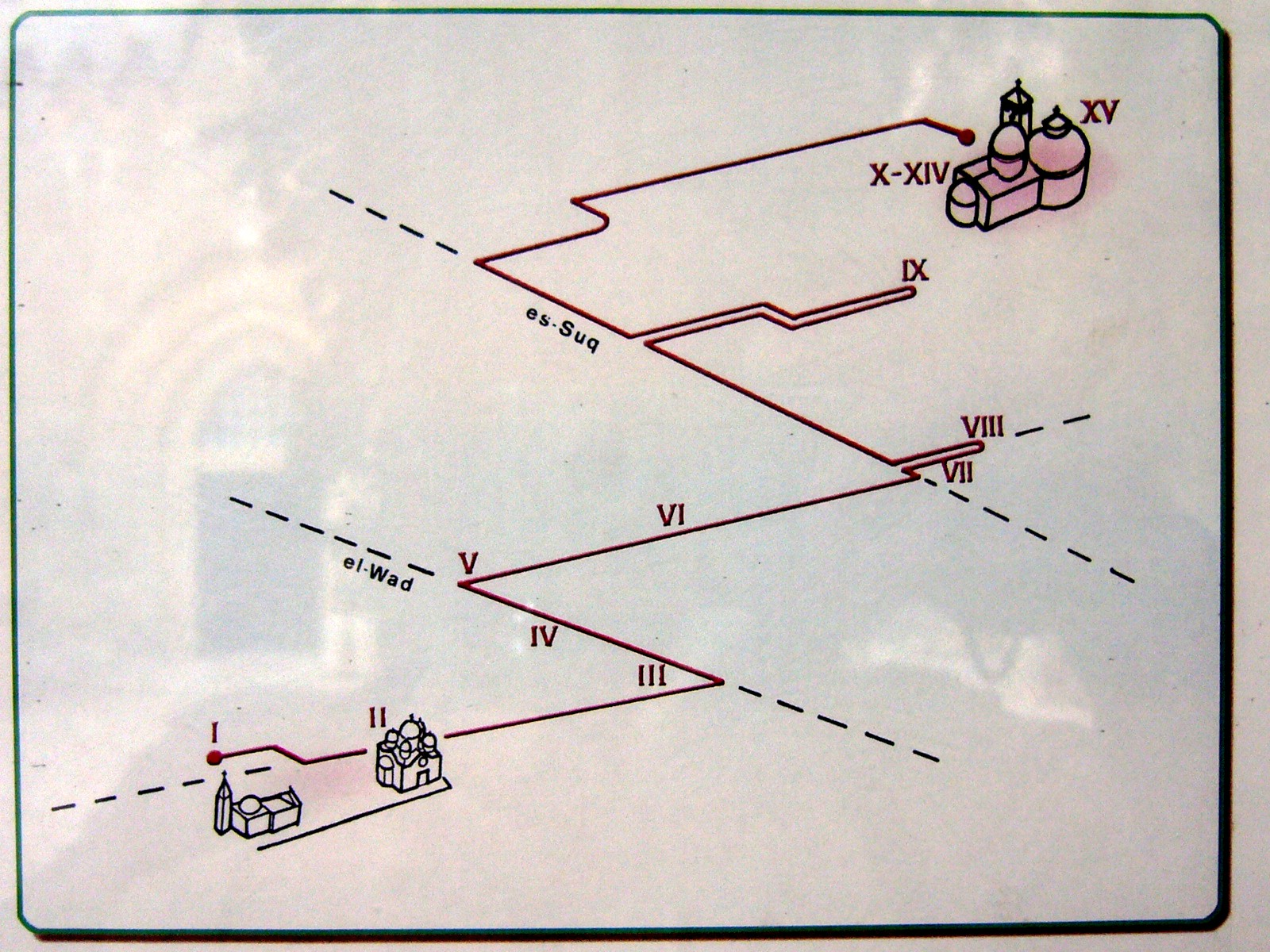
Cele 14 opriri ale lui Isus de pe Via Dolorosa

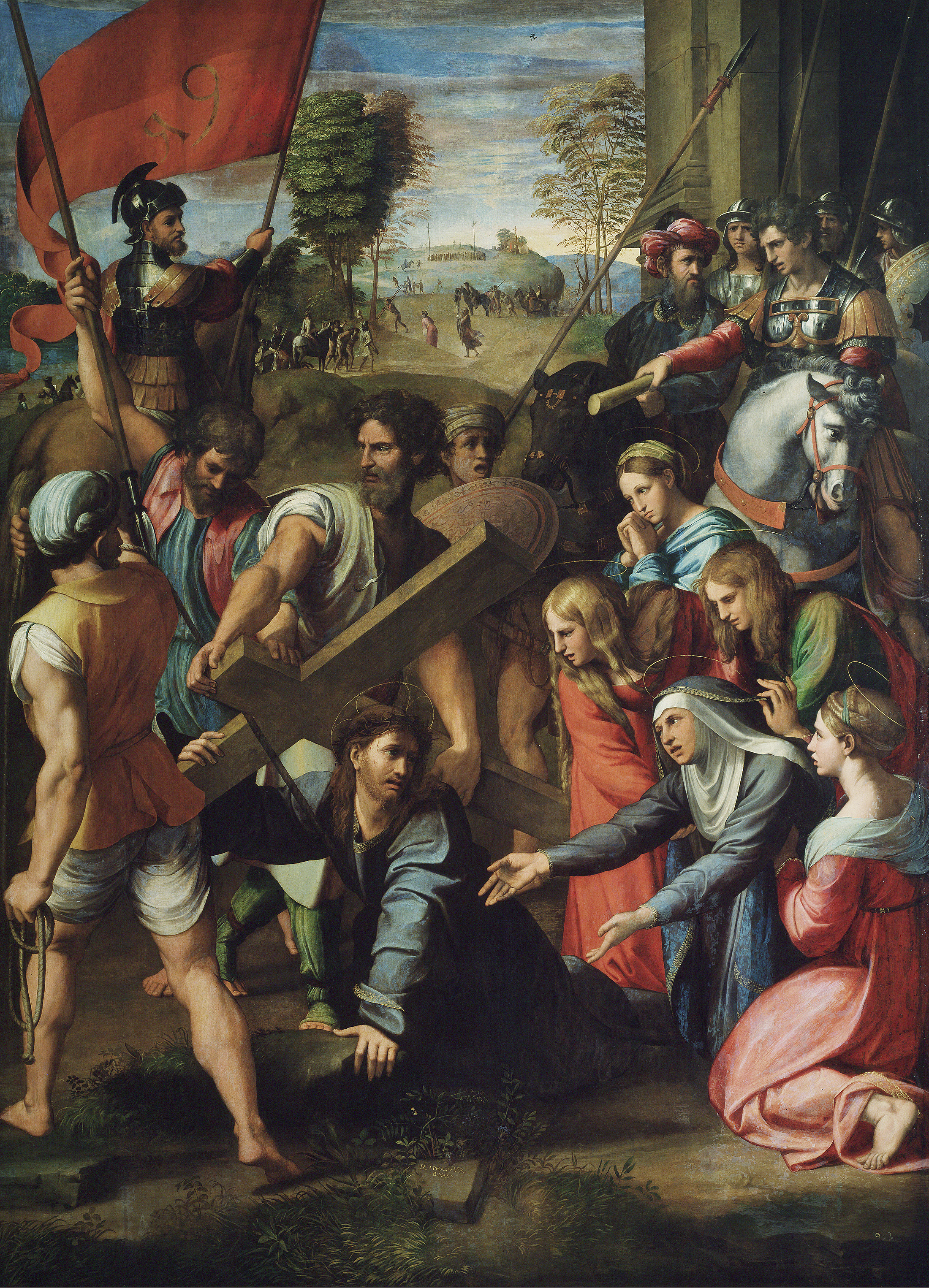
Il Spasimo, Isus purtându-și crucea, de Rafael, 1516

Drumul Crucii sau Via Dolorosa (în latină, cu sensul de "Calea durerii", "Calea îndurerată", "Calea suferinței" sau "Calea dureroasă") este o rută aflată în Orașul Vechi din Ierusalim despre care tradiția creștină spune că este drumul pe care Iisus Hristos a umblat, purtând crucea, spre locul sau de răstignire. Traseul de la vestul Fortăreței Antonia, lângă „Poarta Leilor”, actualmente în Cartierul musulman, la nord de Muntele Templului, și până la Biserica Sfântului Mormânt, aflată în așa numitul Cartier creștin, acoperă o distanță de aproximativ 600 de metri și este un loc celebru de pelerinaj al creștinilor. Traseul actual a fost stabilit din secolul al XVIII-lea, înlocuind diferite versiuni anterioare.
Drumul cuprinde, după tradiție, 14 opriri legate de întâmplări trăite de Iisus pe acest parcurs: într-una din ele a căzut, în alta și-a întâlnit mama etc. Nouă din aceste opriri sunt localizate în lungul acestui drum, pe când ultimele cinci se află toate în Biserica Sfântului Mormânt.
Cele 14 opriri:

1. Curtea casei lui Pilat din Pont. Judecata lui Isus si condamnarea la moarte

2. Pretoriul. Punerea crucii pe umeri și pornirea spre Golgota 

3. Prima cădere sub povara crucii

4. Intȃlnirea cu mama sa

5. Simon Cirineanul ridică crucea, spre a-l ajuta

6. Intȃlnirea cu Veronica. Isus iși șterge fața cu o năframă

7. A doua cădere la pămȃnt

8. Intȃlnirea cu femeile ce se tȃnguiau

9. A treia cădere la pămȃnt

10. Dezbrăcarea sa pe Golgota

11. Baterea in cuie pe cruce

12. Răstignirea și moartea pe cruce

13. Coborȃrea de pe cruce

14. Punerea in mormȃnt. 
Numele „Via dolorosa” a intrat în limbajul comun, ca o metaforă pentru o cale sau o trăire plină de obstacole și suferințe.
Pentru cei care nu pot efectua pelerinajul în Ierusalim există practica rituală numită Calea Crucii.

## Legături externe
Materiale media legate de Drumul Crucii la Wikimedia Commons
- Drumul Crucii - Via Dolorosa, CrestinOrtodox.ro
- Cele 14 tablouri cu Via Dolorosa din Biserica Romano-Catolică Turda Arhivat în 5 octombrie 2022, la Wayback Machine.